# Краснокутський провулок
Красноку́тський прову́лок — провулок у Дніпровському районі міста Києва, місцевість Стара Дарниця. Пролягає від вулиці Княгині Інгігерди до Дністерської вулиці.

## Історія
Провулок виник у середині XX століття під назвою 635-та Нова вулиця. Сучасна назва — з 1953 року, на честь смт Красний Кут Антрацитівського району Луганської області.